# The Prodigal Wife
The Prodigal Wife er en amerikansk stumfilm fra 1918 af Frank Reicher.

## Medvirkende
- Mary Boland - Marion Farnham
- Lucy Cotton - Marna Farnham
- Raymond Bloomer - Frederick Farnham
- Alfred Kappeler - Thomas Byrne
- Harris Gordon - Dallas Harvey